# Ripbärskvast
Ripbärskvast (Exobasidium angustisporum) är en svampart som beskrevs av Linder 1947. Ripbärskvast ingår i släktet Exobasidium och familjen Exobasidiaceae.  Arten är reproducerande i Sverige. Inga underarter finns listade i Catalogue of Life.